# Kardam, Tărgoviște
Kardam (în bulgară Кардам) este un sat în comuna Popovo, regiunea Tărgoviște,  Bulgaria. 

## Demografie
Componența etnică a satului Kardam
     Turci (8,74%)
     Bulgari (33,28%)
     Romi (18,34%)
     Nicio identificare (39,62%)
La recensământul din 2011, populația satului Kardam era de 1.532 locuitori. Nu există o etnie majoritară, locuitorii fiind bulgari (33,28%), romi (18,34%) și turci (8,74%). Pentru 39,62% din locuitori nu este cunoscută apartenența etnică.